# Glen Matlock
Glen Matlock (Londres, 27 de agosto de 1956) é um músico britânico mais conhecido por ser o baixista da formação original da banda de punk rock Sex Pistols. Ele é creditado como co-autor em 10 das 12 músicas de Never Mind the Bollocks, Here's the Sex Pistols, embora ele tenha deixado a banda enquanto o álbum ainda estava sendo gravado. Ele deixou a banda em 1977 por diferenças criativas com os outros membros.
Desde que deixou o Sex Pistols em 1977, ele já tocou com várias outras bandas, além de ter seu próprio trabalho solo. Após a morte de seu substituto no Sex Pistols, Sid Vicious, Matlock retomou as funções de baixista para as subsequentes reuniões da banda, incluindo a Filthy Lucre Tour em 1996, o concerto de 2002 para comemorar o Jubileu de Ouro de Isabel II do Reino Unido, a North American Piss Off Tour de 2003 e sua turnê britânica e europeia de 2007-2008.

## Carreira

### Sex Pistols

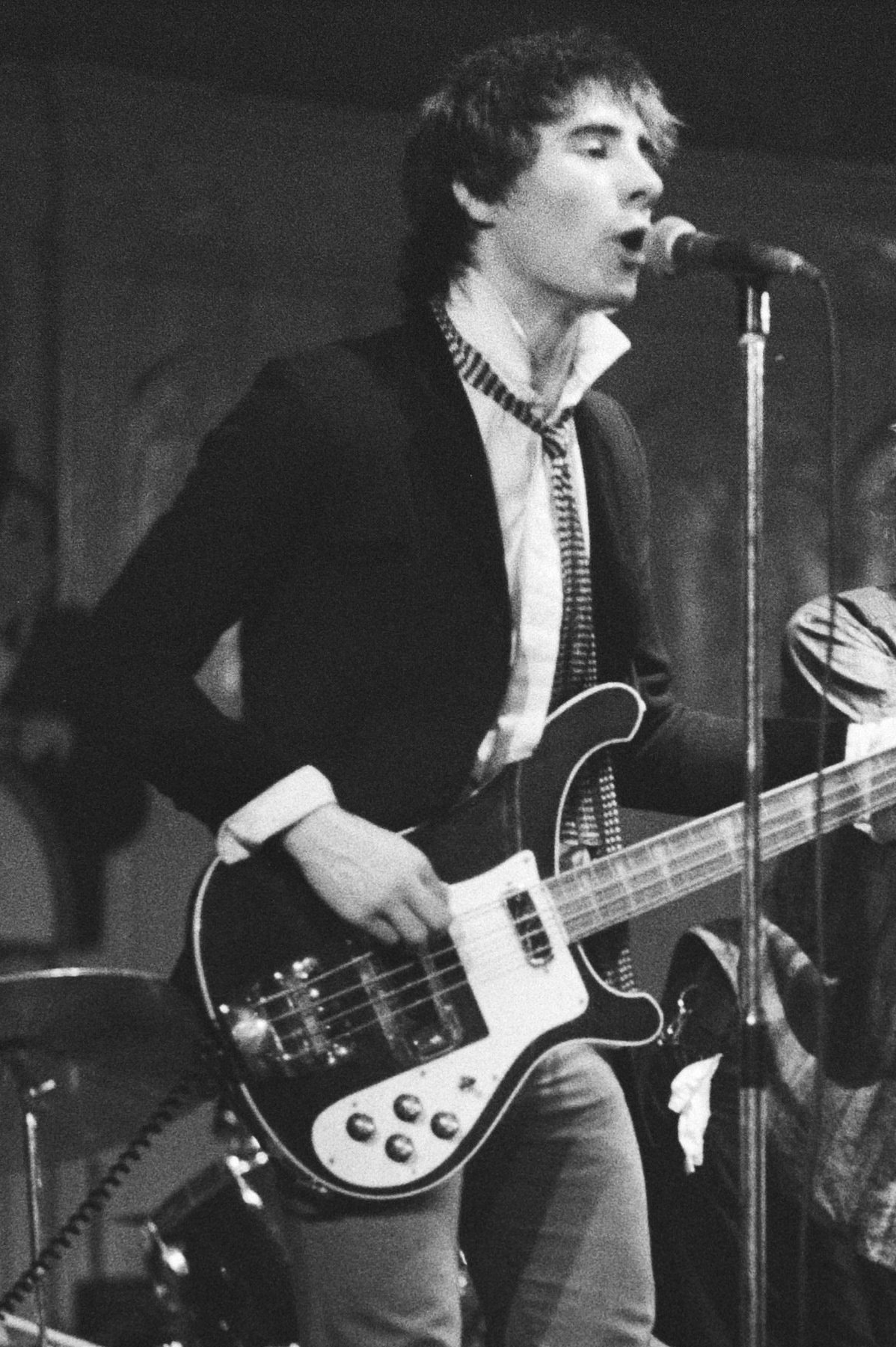
Matlock tocando com os Sex Pistols em 1977

Matlock frequentou a Saint Martin's School of Art até 1974. Ele foi o baixista original dos Sex Pistols, tendo sido apresentado ao guitarrista Steve Jones e ao baterista Paul Cook enquanto trabalhava na SEX, a boutique de roupas de Malcolm McLaren em Londres. Ele é creditado como co-autor em 10 das 12 músicas que aparecem no álbum Never Mind the Bollocks, Here's the Sex Pistols. No entanto, sua contribuição geral para essas músicas foi contestada: Jones disse em uma entrevista em 2011 que estava "cansado das alegações de Matlock de ter co-escrito algumas das maiores músicas do ícone punk", afirmando que ele próprio havia escrito tantas músicas quanto Matlock, enquanto o próprio Matlock observa em seu livro que a banda só escreveu duas músicas depois de sua saída. De acordo com uma entrevista de 2014, ele desempenhou um grande papel ao escrever as músicas que apareceram no álbum e Cook afirmou que Matlock escreveu a maioria das músicas, mas enquanto Jones insistiu que Matlock não gostava muitas das letras controversas de Johnny Rotten, Matlock disse que ele não tinha nenhum problema com elas.
Matlock deixou a banda no final de fevereiro de 1977, com relatos contemporâneos (dados à imprensa pelo gerente Malcolm McLaren) afirmando que ele foi "demitido" porque "gostava dos Beatles". Embora Matlock tenha dito que uma de suas maiores influências é The Faces e a anedota dos Beatles é fictícia. Uma alegação feita na época por Jones, de que ele achava estranho que Matlock estivesse "sempre lavando os pés", também foi mal interpretada como a causa da demissão de Matlock do grupo.
Em sua autobiografia, I Was a Teenage Sex Pistol, Matlock afirmou que deixou a banda por sua própria vontade, pois estava "cansado de toda a besteira". No documentário de 2000, The Filth and the Fury, os membros da banda concordam que havia tensão entre Matlock e Rotten, que Matlock sugere ter sido agravado por Malcolm McLaren em uma tentativa de gerar o caos dentro da banda como um mecanismo criativo.
Em sua autobiografia, Rotten: No Irish, No Blacks, No Dogs, John Lydon afirmou que Matlock trabalhou no material dos Sex Pistols (incluindo o álbum Never Mind the Bollocks, Here's the Sex Pistols), depois que ele deixou a banda, como músico de sessão pago (Jones tocou baixo nas duas músicas gravadas após a saída de Matlock, com Vicious também contribuindo para a música "Bodies"); no entanto, Matlock negou a ser músico de sessão, afirmando que todas, exceto duas das músicas que aparecem no álbum já haviam sido gravadas como singles ou lado B antes de sua saída. O historiador musical David Howard afirma que Matlock não atuou em nenhuma das sessões de gravação de Never Mind the Bollocks. No documentário Classic Albums sobre Never Mind the Bollocks, Here's the Sex Pistols, Jones afirma acreditar que o grupo teria feito mais álbuns se Matlock tivesse ficado na banda e eles não tivessem feito a entrevista na TV para Bill Grundy.

### Depois dos Sex Pistols
Matlock formou o Rich Kids, uma banda new wave power pop, com ele próprio como baixista e cantor, Midge Ure (guitarrista, cantor e tecladista), Steve New (guitarrista e cantor) e Rusty Egan (baterista). Eles lançaram três singles e um álbum intitulado Ghosts of Princes in Towers (número 51 nas paradas). Matlock e New mais tarde tocaram com Vicious na banda de curta duração Vicious White Kids.
Depois do Rich Kids, ele formou o The Specters com o guitarrista da Tom Robinson Band, Danny Kustow, e Mick Hanson, e depois o Hot Club em 1982 com o guitarrista James Stevenson e o vocalista Steve Allen. Matlock também tocou baixo no álbum de Iggy Pop Soldier e no álbum de The Damned Not of this Earth. Sob o nome Rhode-Twinn, Matlock (e Steve New) foi trazido para tocar no single de Gary Twinn, "Bike Boy", de 1990, na própria gravadora Sacred de Bernard Rhodes.
Matlock juntou-se aos membros originais do Sex Pistols para reuniões em 1996, 2002, 2003, 2007 e 2008. Ele agora é membro do Slinky Vagabond com Earl Slick, Clem Burke e Keanan Duffty. Slinky Vagabond fez seu show de estreia no aniversário de Joey Ramone em maio de 2007. Um jornal, comparando o estilo de vida atual dos Sex Pistols, escreveu: "Apenas o baixista original Glen Matlock continua em turnê com sua própria banda, uma ironia, dado que ele foi demitido por ser muito conservador".
Em janeiro de 2010, Glen Matlock reformou o Rich Kids para um show beneficente único em auxílio a Steve New. Ele foi acompanhado no palco pelos membros originais Rusty Egan e Midge Ure, assim como Mick Jones de The Clash e Gary Kemp do Spandau Ballet. New morreu de câncer em 24 de maio de 2010.
Matlock juntou-se ao The Faces, tocando no festival Vintage at Goodwood, perto de Chichester, em agosto de 2010. Em abril de 2011, ele representou Mani tocando baixo para o Primal Scream no show de apelo do Tsunami do Japão na Brixton Academy em Londres.
No final de 2011, a International Swingers, uma banda formada por Matlock, Clem Burke, James Stevenson e Gary Twinn, foi formada. A banda, com sede em Los Angeles, excursionou pela Austrália e continua a se apresentar ocasionalmente.
Em 2012, Matlock fez sua estreia como ator no filme britânico The Paddy Lincoln Gang, realizando uma cena de docudrama em um concerto ao vivo de Faces.

## Discografia

### Sex Pistols
- 1977 - Never Mind the Bollocks, Here's the Sex Pistols (apenas em Anarchy in the U.K.)
- 1996 – Filthy Lucre Live
- 2008 – Live & Filthy

### Rich Kids
- 1978 – Ghosts of Princes in Towers

Compilações de Rich Kids
- 1998 – Burning Sounds
- 2003 – Best of the Rich Kids

### Vicious White Kids
- 1978 – The Vicious White Kids featuring Sid Vicious (não lançado até 1991)

### Iggy Pop
- 1980 – Soldier

### The London Cowboys
- 1984 – Tall in the Saddle (12", mini album)

### The Damned
- 1995 – Not of This Earth

### Glen Matlock & The Philistines
- 1995 – Hard Work (laçamento limitado)
- 1996 – Who's He Think He Is When He's at Home? (álbum solo)
- 2000 – Open Mind
- 2004 – On Something
- 2010 – Born Running
- 2013 – Rattle Your Cage: The Best of Glen Matlock & The Philistines

### The International Swingers
- 2015 – The International Swingers